# Dimitrije Vučenov
Dimitrije Vučenov (srbsko Димитрије Вученов), srbski literarni zgodovinar, predavatelj in akademik, * 30. oktober 1911, † 13. november 1986.
Vučenov je deloval kot redni profesor Filozofske fakultete v Beogradu in bil dopisni član Slovenske akademije znanosti in umetnosti (od 24. aprila 1981).